# Distrikt Putumayo
Der Distrikt Putumayo liegt in der Provinz Putumayo in der Region Loreto im äußersten Nordosten von Peru. Der Distrikt wurde am 2. Juli 1943 gegründet. Am 5. Mai 2014 wurde der Distrikt aus der Provinz Maynas ausgegliedert und der neu gegründeten Provinz Putumayo zugeschlagen. Der Distrikt besitzt eine Fläche von 11.032 km². Die Distriktverwaltung befindet sich in der 106 m hoch gelegenen Provinzhauptstadt San Antonio del Estrecho mit 3521 Einwohnern (Stand 2017).

## Geographische Lage
Der Distrikt Putumayo liegt zentral in der Provinz Putumayo. Der Río Putumayo, Grenzfluss zum nördlich gelegenen Kolumbien, verläuft entlang der Distrikt- und Staatsgrenze nach Osten. Dessen rechter Nebenfluss Río Algodón durchquert den Distrikt in östlicher Richtung.
Der Distrikt Putumayo grenzt im Osten an den Distrikt Yaguas, im Südosten an den Distrikt Pebas (Provinz Mariscal Ramón Castilla), im Süden und im Südwesten an die Distrikte Las Amazonas, Mazán und Napo (alle drei in der Provinz Maynas), im Nordwesten an den Distrikt Rosa Panduro sowie im Norden an Kolumbien.